# 1997 AO5
1997 AO5 är en asteroid i huvudbältet som upptäcktes den 7 januari 1997 av den japanska astronomen Takao Kobayashi vid Ōizumi-observatoriet.
Asteroiden har en diameter på ungefär 5 kilometer.